# Gerlachovské lúky
Gerlachovské lúky este o arie protejată (arie specială de conservare — SAC, sit de importanță comunitară — SCI) din Slovacia întinsă pe o suprafață de 90,7 ha, integral pe uscat.

## Localizare
Centrul sitului Gerlachovské lúky este situat la coordonatele 49°19′58″N 21°06′35″E / 49.332846°N 21.109741°E.

## Înființare
Situl Gerlachovské lúky a fost declarat sit de importanță comunitară în decembrie 2021.

## Biodiversitate
Situată în ecoregiunea alpină, aria protejată conține 1 habitat natural: Fânețe de joasă altitudine (Alopecurus pratensis, Sanguisorba officinalis).
La baza desemnării sitului se află un număr nedeclarat de specii protejate.